# Ширак (планина)
Ширак (јерм. Շիրակի լեռնաշղթա) је планина на северозападу Јерменије, у провинцији (марзу) Ширак. Простире се од запада ка истоку у дужини од 37 км. У основи је изграђен од магматских и седиментних стена. Планина представља северну границу Ширакске равнице.
Његов централни део представља развође између басена Куре на истоку и Аракса на западу. 
Његове падине карактерише потпуно одсуство шумског покривача, али захваљујући великој количини падавина током пролећа и јесени обронци ове планине су обрасли бујним пашњацима који су одлична основа за веома развијено сточарство (говеда, овце и козе).
Највиши врх је Бугатепе на 2.555 метара надморске висине. Још неколико врхова прелази 2.000 метара: Џаџур (2.429 м), Шиштапа (2.288 м), Гочкех (2.200 м), Чачан (2.200 м), Шиштапа (2.288 м), Гочкех (2.200 м) и Чачан (2.200 м).